# Saar (Vorname)
Saar ist ein weiblicher und männlicher Vorname.

## Herkunft und Bedeutung
Saar ist eine niederländische Form des biblischen Vornamens Sara.

## Verbreitung
Saar ist im Jahr 2010 in den Niederlanden bei den Mädchen der siebthäufigste Vorname.

## Bekannte Namensträger
- Saar Klein (* 1967), US-amerikanischer Filmeditor